# ギュンツァハ
ギュンツァハ (ドイツ語: Günzach) は、ドイツ連邦共和国バイエルン州シュヴァーベン行政管区のオストアルゴイ郡に属す町村（以下、本項では便宜上「町」と記述する）で、オーバーギュンツブルク行政共同体を構成する自治体の一つである。

## 地理
ギュンツァハはアルゴイ地方に位置する。

### 自治体の構成
この町は、公式には27の地区 (Ort) からなる。このうち小集落や孤立農場などを除く集落を以下に列記する。
- アルブレヒツ
- アウテンリート
- ギュンツァハ
- インメンタール
- ミッテルバッハ
- ロール
- ゼルテューレン

## 歴史

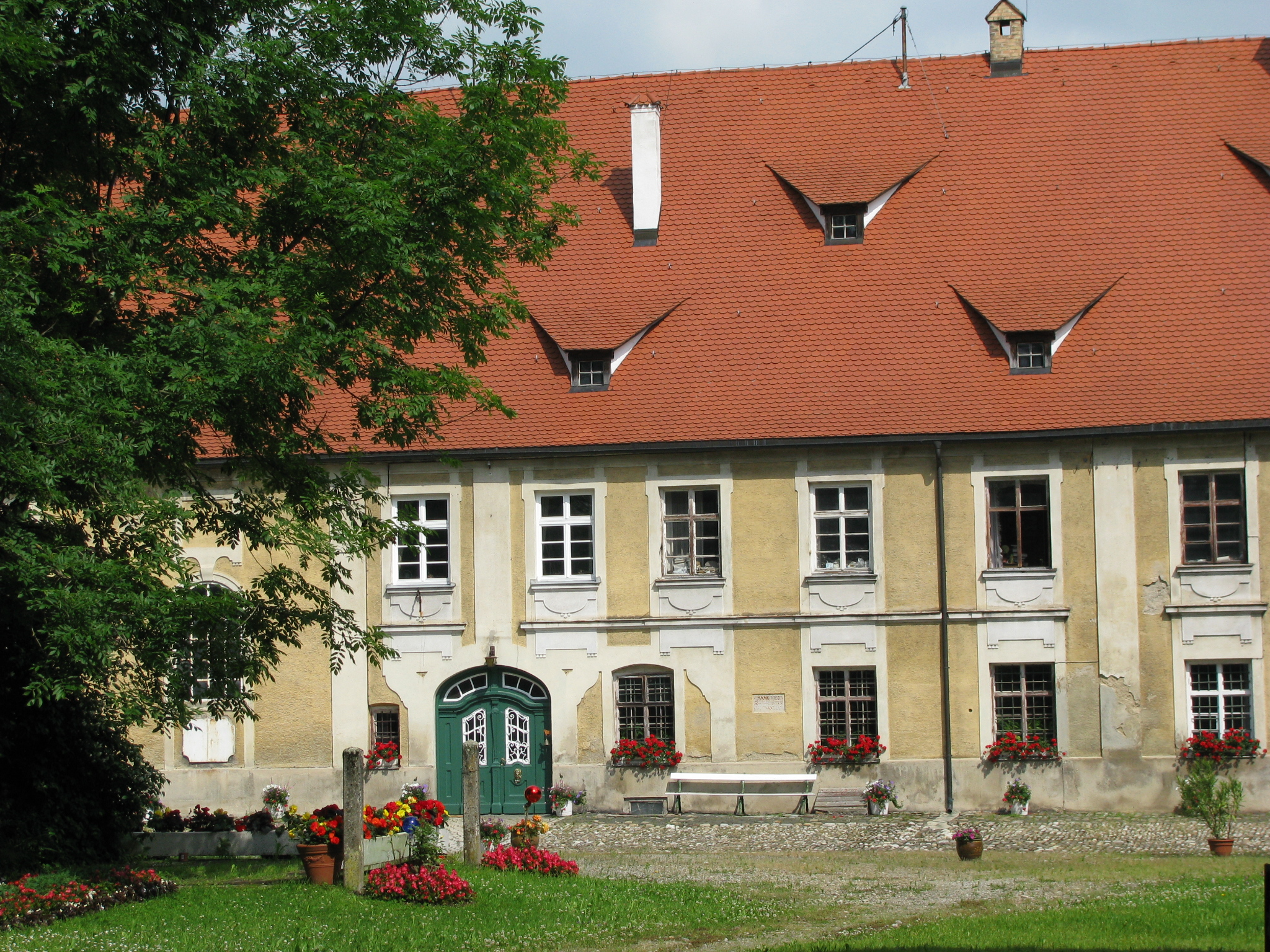
ギュンツァハ城

ギュンツァハは1730年頃に創設され、ケンプテン修道院侯領に属した。1803年の帝国代表者会議主要決議以降はバイエルン領となった。バイエルンの行政改革に伴う1818年の市町村令によって現在の自治体が成立した。しかし、これよりずっと古い時代の定住地を示す遺跡（ローマ時代の荘園別荘の礎石）がある。

### 人口推移
- 1970年 1,259人
- 1987年 1,235人
- 2000年 1,432人

## 行政
町長はヴィルマ・ホーファー（無所属）である。彼女は2014年の選挙で町長に選出された。

### 紋章
図柄: 赤地と青地に上下二分割。上部は中央を左右に貫く銀の波帯。下部は銀のブナの葉。

## 引用
1. ↑  https://www.statistikdaten.bayern.de/genesis/online?operation=result&code=12411-003r&leerzeilen=false&language=de Genesis-Online-Datenbank des Bayerischen Landesamtes für Statistik Tabelle 12411-003r Fortschreibung des Bevölkerungsstandes: Gemeinden, Stichtag (Einwohnerzahlen auf Grundlage des Zensus 2011)
2. ↑  Bayerische Landesbibliothek Online